# Bács-Kiskun
Bács-Kiskun és una província (megye in Hongarès; situat al sud d'Hongria. Va ser creat després de la Segona Guerra Mundial, prenent algunes comarques de les antigues províncies de Bács-Bodrog i Pest-Pilis-Solt-Kiskun. Té una superfície de 8.445 km²; Bács-Kiskun és la província més gran del país. El terreny és principalment pla amb alguns turons a prop de Baja. La capital i ciutat més important és Kecskemét.